# UB-62号潜艇
陛下之UB-62号艇是德意志帝国海军于第一次世界大战期间建造的其中一艘UB-III型近岸潜艇或称U艇。它由汉堡的伏尔铿船厂承建，于1917年5月11日新船下水，至同年7月9日交付使用。其全长55.52米，水面及水下排水量分别为508吨和639吨，艇载武器则包括五具500毫米鱼雷发射管以及一门88毫米口径甲板炮。UB-62号曾先后被部署至第五及第二区舰队，并参与了大西洋潜艇战。在七次巡逻期间，该艇累计击沉了8艘协约国或中立国商船，容积总吨为17226吨。战后，根据对德停战协定的要求，该艇于1918年11月21日被引渡至英国哈维奇正式向协约国投降，至1922年在斯旺西拆解报废。

## 设计
UB-62号是汉堡伏尔铿船厂承建的UB-III型首批次（UB-60至UB-65号）的三号艇，由德意志帝国海军潜艇监察局于1916年5月20日向订购，至1917年5月11日下水。其全长55.52米，舷宽5.76米。艇体采用双壳体结构，水面及水下排水量分别为508吨和639吨，浮起时的吃水深度为3.70米。由于无需像UC-II型艇那样提供水雷布设装置，设计工程师对潜艇舷弧进行了优化，增大了司令塔体积，配备两具潜望镜，司令塔与控制室之间增加一道水密舱壁。这些改进显著提高了潜艇的水下机动性和生存力。为了达到更高的航速，UB-62号采用两台猛狮六缸四冲程550匹公制馬力（405千瓦特）柴油机用于水面运行，以及两台394匹公制馬力（290千瓦特）的西门子-舒克特电动发电机用于水下航行；水面最高航速13.3節（24.6每小時），水下7.8節（14.4每小時）；能够在水面以6節（11每小時）航速续航8,420海里（15,590），或以4節（7.4每小時）连续在水下航行55海里（102）而无需充电。
UB-62号的主武器为五具500毫米艇艏鱼雷发射管，其中艇艏四具采用层叠式布局分居两侧、艇艉一具，并可搭载合共10枚G6型鱼雷。辅助武器则是一门88毫米30倍径速射炮。其标准船员编制为3名军官加31名水兵。

## 服役历史
1917年7月9日，UB-62号在前UB-22号艇长、海军上尉贝恩哈德·普齐尔的指挥下正式入役，随即展开海试。完成海试后，该艇曾先后被编入北海战区的第五和第二区舰队，并参与了大西洋潜艇战，足迹遍及黑尔戈兰岛、奥克尼群岛、设得兰群岛、圣乔治海峡以及福斯湾海域。在七次巡逻期间，该艇累计击沉了8艘协约国或中立国商船，容积总吨为17226吨。战后，根据对德停战协定的要求，该艇于1918年11月21日被引渡至英国哈维奇正式向协约国投降，至1922年在斯旺西拆解报废。

## 袭击历史摘要
| 日期          | 船名            | 船籍       | 吨位 | 结局 |
| ------------- | --------------- | ---------- | ---- | ---- |
| 1917年9月6日  | 哈马尔二世号    | 瑞典       | 206  | 击沉 |
| 1917年9月17日 | 澳大利亚号      | 俄罗斯帝国 | 3592 | 击沉 |
| 1917年9月17日 | 阿美莉王后号    | 英国       | 4278 | 击沉 |
| 1917年9月18日 | 约瑟夫·张伯伦号 | 英国       | 3709 | 击沉 |
| 1917年11月6日 | 贝诺尔号        | 俄罗斯帝国 | 394  | 击沉 |
| 1918年1月14日 | 阿尔斯特号      | 英国       | 964  | 击沉 |
| 1918年3月12日 | 奥斯温号        | 瑞典       | 1743 | 击沉 |
| 1918年3月19日 | 伯恩斯通号      | 英国       | 2340 | 击沉 |
| 1918年7月25日 | 印多尔号        | 英国       | 7300 | 击伤 |

## 脚注
1. ↑  Rössler，第60頁.
2. 1 2  Helgason, Guðmundur. . German and Austrian U-boats of World War I - Kaiserliche Marine - Uboat.net.   [2022-04-30].
3. 1 2 3 4  Gröner 1991，第25-30頁.
4. 1 2  Helgason, Guðmundur. . German and Austrian U-boats of World War I - Kaiserliche Marine - Uboat.net.   [2015-02-04].
5. ↑  Helgason, Guðmundur. . German and Austrian U-boats of World War I - Kaiserliche Marine - Uboat.net.   [2015-02-04].
6. ↑  陈进，第239頁.
7. ↑  NARS，第77頁.
8. 1 2  Helgason, Guðmundur. . German and Austrian U-boats of World War I - Kaiserliche Marine - Uboat.net.   [2015-02-04].